# Kościół św. Andrzeja Boboli w Żabiczynie
Kościół św. Andrzeja Boboli w Żabiczynie - kościół parafialny powstały w 1979 roku.
Kościół powstawał w miejscu kaplicy, wybudowanej w 1939 roku, ufundowanej przez Marię Kurnatowską i wyświęconej 2 września 1939 roku, w latach 1978–1979.
Parafia mająca siedzibę w kościele św. Andrzeja Boboli należy do dekanatu damasławskiego.

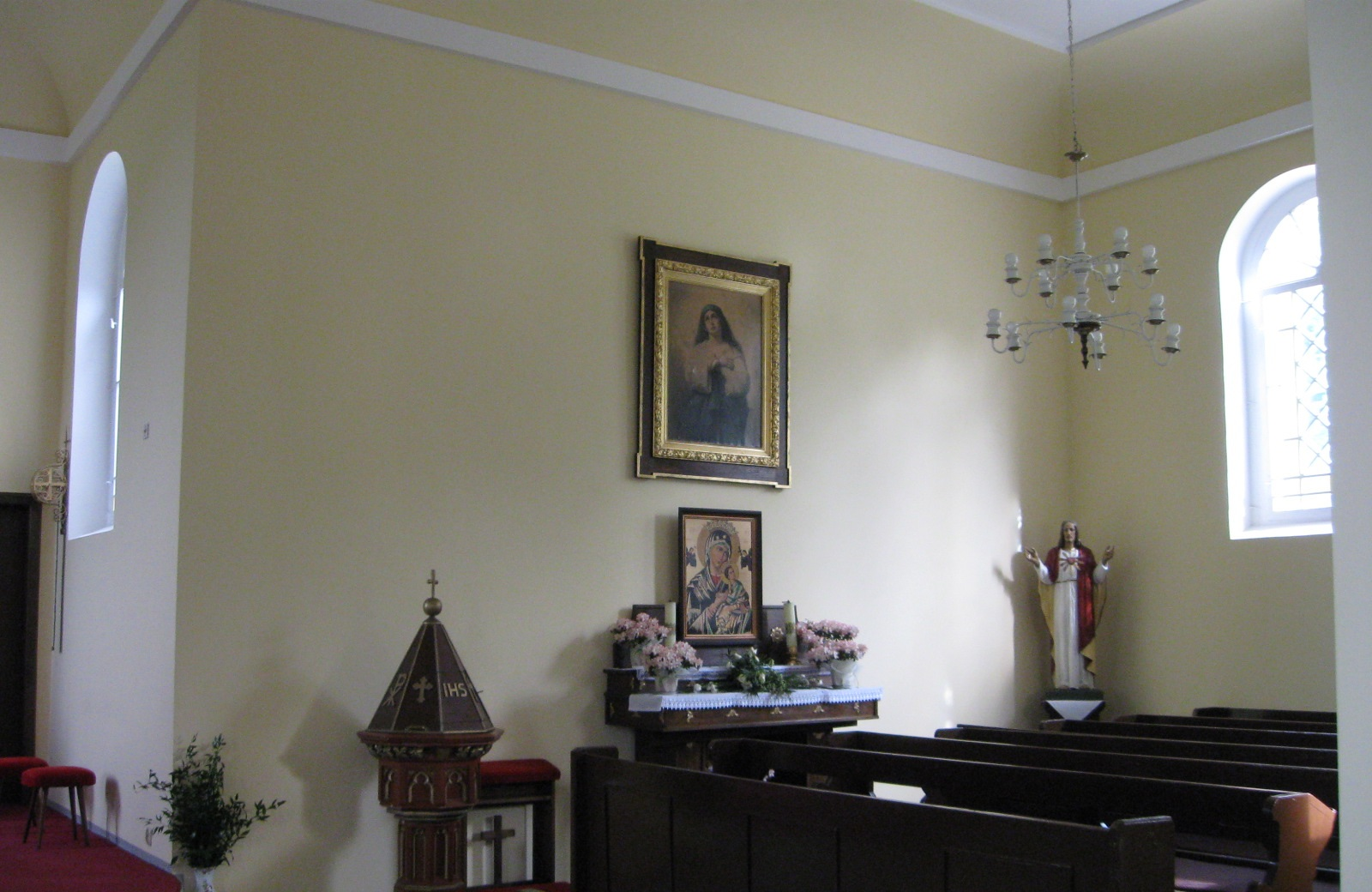
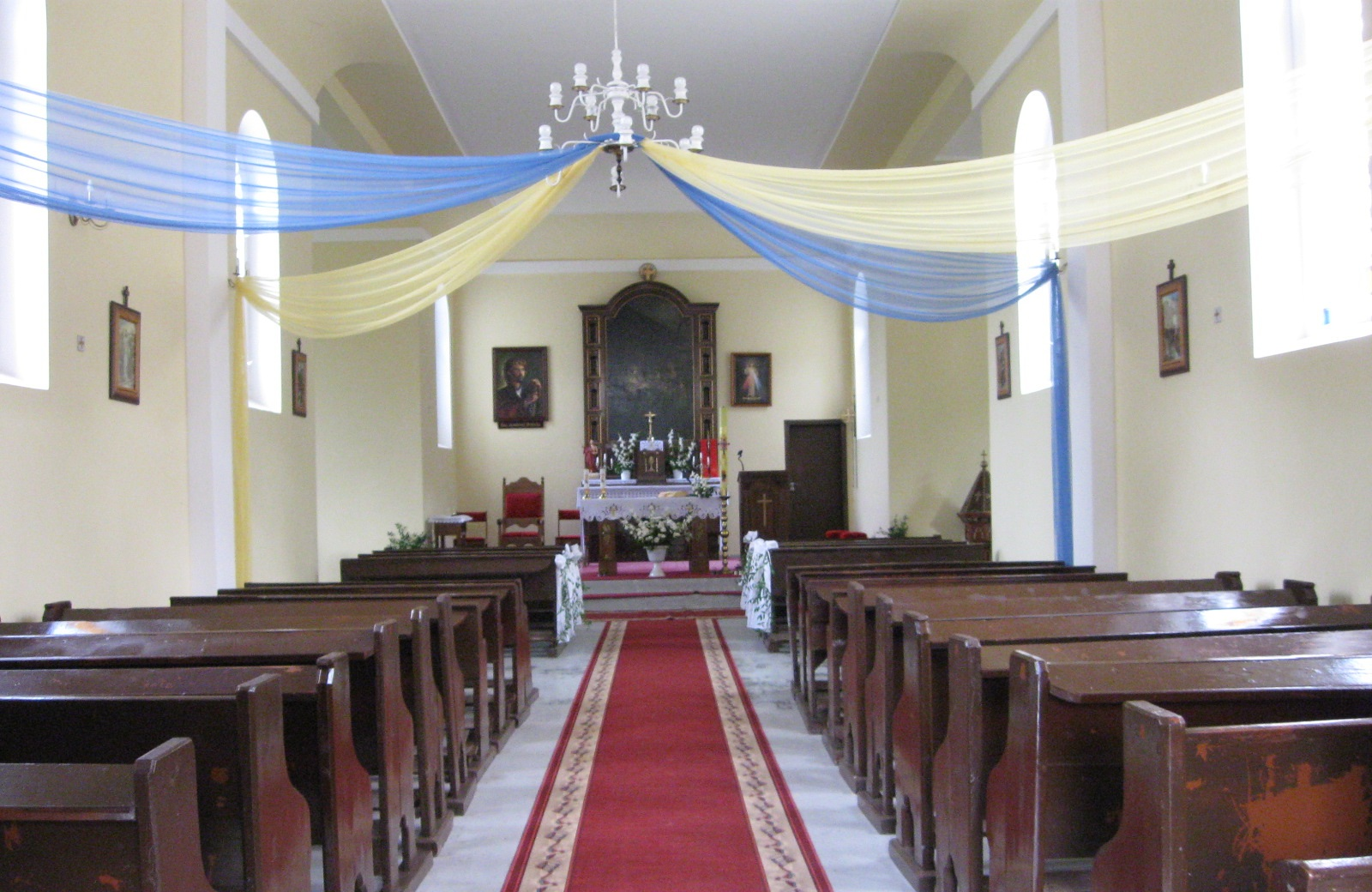
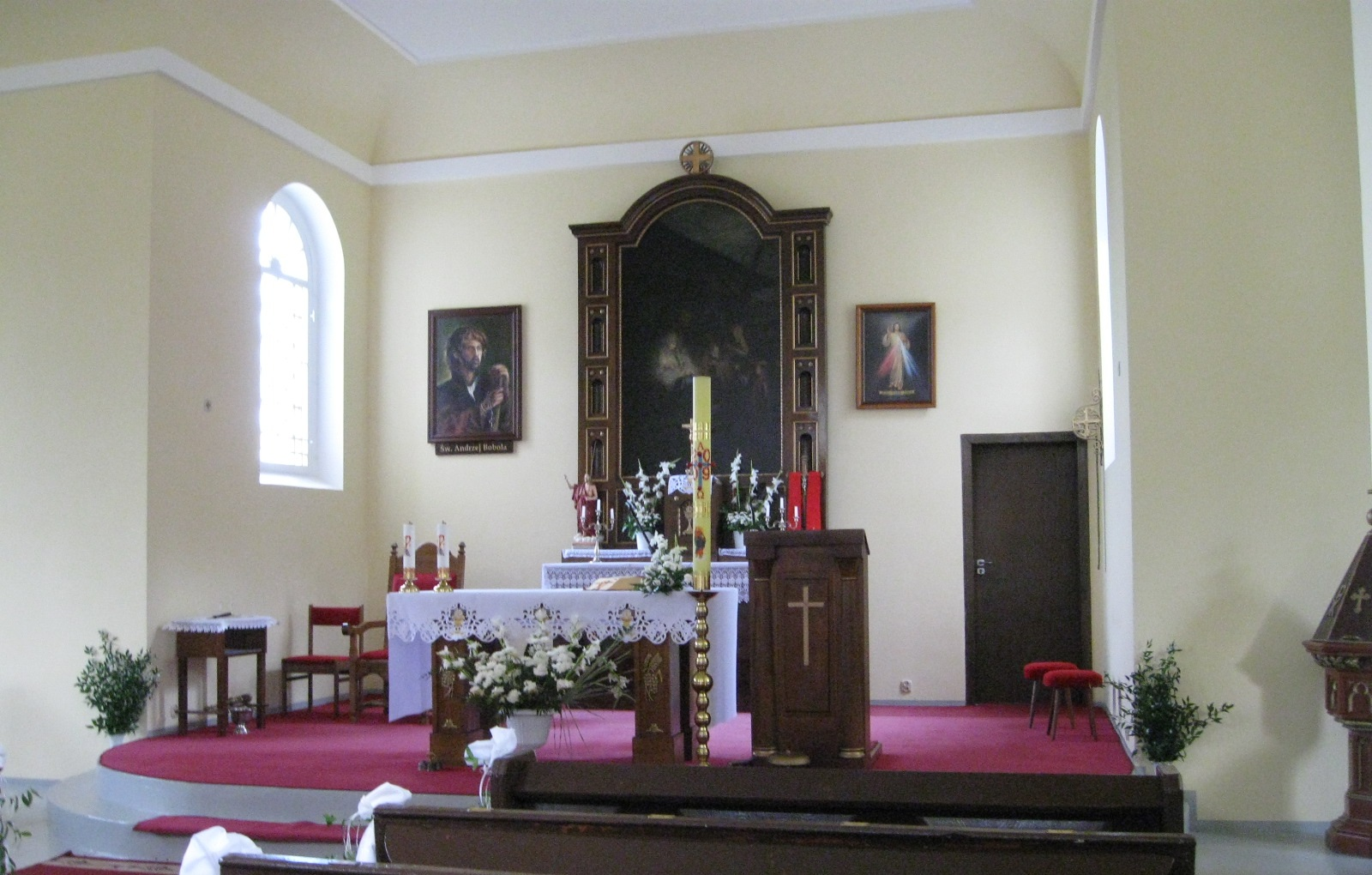